# Sørbymagle
Sørbymagle – miasto w Danii, w regionie Zelandia, w gminie Slagelse.